# Hippeastrum petiolatum
Hippeastrum petiolatum är en amaryllisväxtart som beskrevs av Ferdinand Albin Pax. Hippeastrum petiolatum ingår i släktet amaryllisar, och familjen amaryllisväxter. Inga underarter finns listade i Catalogue of Life.